# 短尾穀鰩
短尾穀鰩（學名：Zearaja brevicaudata），為軟骨魚綱鰩目鰩科穀鰩屬的一種，被IUCN列為易危保育類動物，分布於西南大西洋，從巴西南部到至比格爾海峽海域，深度25至350公尺，體長可達32.4公分，棲息在近海大陸棚，為底棲性魚類，肉食性，卵生，生活習性不明。